# Dean Lennox Kelly
Dean Lennox Kelly (* 30. November 1975 in Lytham St Annes, Lancashire, England) ist ein britischer Theater-, Film- und Fernsehschauspieler.

## Leben
Dean Lennox Kelly wuchs in Lytham St Annes auf.
Seine Schauspielausbildung schloss er 1997 auf der Bristol Old Vic Theatre School ab. Danach trat er in einigen Film- und Fernsehproduktionen auf. Am bekanntesten ist Dean Lennox Kelly durch die Fernsehserie Shameless, in der er 9 Jahre den Charakter Kev Ball darstellte.
Dean Lennox Kellys Bruder Craig ist ebenfalls in der Schauspielbranche tätig. Gemeinsam waren Craig und Dean Lennox Kelly 2009 in dem Film Collision zu sehen.
Neben seinen Auftritten in Film und Fernsehen, ist Dean Lennox Kelly immer wieder in einigen Theaterstücken zu sehen. 2011 spielte er beispielsweise „Frank Gibbons“ in dem Theaterstück This Happy Breed im Theatre Royal in Bath. Dean Lennox Kelly ist verheiratet mit der Schlagersängerin Eugenie Garrett. Sie haben einen gemeinsamen Sohn.

## Filmografie
- 1998: Peak Practice (Fernsehserie, 2 Episoden)
- 1998: Still Crazy
- 1999: City Central (Fernsehserie, 1 Episode)
- 1999: Maisie Raine (Fernsehserie, 6 Episoden)
- 2000: Grasgeflüster
- 2000: The Low Down
- 2001: H3
- 2001: The Bill (Fernsehserie, 1 Episode)
- 2001: Mike Bassett: England Manager
- 2002: The American Embassy (Fernsehserie, 1 Episode)
- 2002: Deathwatch
- 2002: Tipping the Velvet (Fernsehserie, 1 Episode)
- 2003: Der mysteriöse Passagier (Impact, Fernsehfilm)
- 2004: The Worst Week of My Life (Fernsehserie, 6 Episoden)
- 2004–2013: Shameless (Fernsehserie, 29 Episoden)
- 2005: Das geheime Leben der Worte
- 2005: The Brief (Fernsehserie, 1 Episode)
- 2005: Ashes
- 2005: ShakespeaRe-Told
- 2006: Comedy Lab (Fernsehserie, 1 Episode)
- 2006: Sorted (Fernsehserie, 6 Episoden)
- 2007: Dead Clever: The Life and Crimes of Julie Bottomley (Fernsehserie, 1 Episode)
- 2007: Doctor Who (Fernsehserie, 1 Episode)
- 2007: Cranford (Fernsehserie, 3 Episoden)
- 2008: Das Leiden Christi (Fernsehserie, 3 Episoden)
- 2008: The Invisibles (Fernsehserie, 6 Episoden)
- 2009: Being Human (Fernsehserie, 2 Episoden)
- 2009: Frequently Asked Questions About Time Travel
- 2009: Robin Hood (Fernsehserie, 1 Episode)
- 2009: Collision (Fernsehserie, 6 Episoden)
- 2010: Die geheimen Tagebücher der Anne Lister
- 2010: Married Single Other (Fernsehserie, 6 Episoden)
- 2011: George Gently – Der Unbestechliche (Fernsehserie, 1 Episode)
- 2011: Moving On (Fernsehserie, 1 Episode)
- 2013: Frankie (Fernsehserie, 6 Episoden)
- 2013: On the Bridge (Kurzfilm)
- 2014: Fleming (Fernsehserie, 2 Episoden)
- 2015: Death in Paradise (Fernsehserie, 1 Folge)
- 2017–2019: Jamestown (Fernsehserie)
- 2021–2023: Shadow and Bone – Legenden der Grisha (Fernsehserie, 9 Episoden)